# Kino-Cyrk
Kino-Cyrk. Animowana satyra w trzech aktach (ros. Кино-Цирк. Мульт-сатира в 3-х аттракционах, Kino-Cyrk. Mult-satira w 3-ch attrakcyonach) – radziecki krótkometrażowy animowany film czarno-biały z 1942 roku w reżyserii Olgi Chodatajewy i Leonida Amalrika nakręcony w czasie II wojny światowej. Propagandowy film animowany o satyrycznym charakterze wyśmiewający wroga, którym był Adolf Hitler i jego sojusznicy.
Film wchodzi w skład serii płyt DVD Animowana propaganda radziecka (cz. 2: Faszystowscy barbarzyńcy).

## Opis
Seria trzech mini-filmów zatytułowanych Kino-Cyrk była przeznaczona do pokazu na linii frontu w czasie wojny oraz na projekcjach w fabrykach.
Animowana satyra w trzech aktach:
- Akt 1: Treser Adolf i jego pieski
- Akt 2: Hitler u Napoleona
- Akt 3: Żongler Adolf na beczkach z prochem

W pierwszym akcie Hitler rzuca kość swoim trzem pieskom: Benito Mussoliniemu, Miklósowi Horthyemu i Ionowi Antonescu – liderom swoich sojuszników, odpowiednio Włoch, Węgier i Rumunii. W drugim akcie z kolei Hitler pyta grób Napoleona o radę, ale zmarły ciągnie go do grobu. To najbardziej proroczy z trzech aktów, w rzeczywistości bowiem zarówno Napoleon i Hitler zostali pokonani w Rosji. W trzecim akcie natomiast Hitler żongluje zapalonymi pochodniami na stosie beczek z prochem, które reprezentują kraje przez niego zajęte. Kiedy przypadkowo spada jedna z pochodni, beczki eksplodują. Film wyśmiewa Hitlera bardziej niż czyni go groźnym.

## Przesłanie
Satyra ma pokazać odbiorcom, iż sojusznicy Hitlera nie mają wolnej woli („Treser Adolf i jego pieski”), los Hitlera jest przesądzony tak jak każdego, kto napadł na ZSRR („Hitler u Napoleona”). Sam führer jest przedstawiony jako błazen igrający z losem, za co zostanie solidnie ukarany („Żongler Adolf na beczkach z prochem”).

## Animatorzy
Nadieżda Priwałowa, Nikołaj Chodatajew, Boris Titow